# Джордж Етъридж
Сър Джордж Етъридж (на английски: Sir George Etherege) е английски драматург, поет и дипломат, създател на комедията на маниерите от епохата на Реставрацията. Той е автор на пиесите „Комичното отмъщение“ (или „Любов във вана“) от 1664 г., „Би го направила, ако можеше“ (1668) и „Контето“ (или „Сър Фоплинг Флатър“) от 1676 г.

## Биография

### Ранни години
Джордж Етъридж е роден вероятно в град Мейдънхед, Бъркшър, Кралство Англия около 1635/36 г., в семейството на Джордж Етъридж и Мери Пауни, като най-голямото от шест деца. Посещава училището на лорд Уилямс в град Тейм, Оксфордшър, където на него е кръстена училищна сграда впоследствие. Говори се, че е учил в Кеймбдриджкия университет, въпреки че английският драматург Джон Денис заявява, че доколкото знае, Етъридж не е разбирал нито старогръцки, нито латински език, което поражда известни съмнения, че е бил там.
Около 1653 г., благодарение на дядо си, Етъридж стажува при адвокат и по-късно учи право в Clement's Inn, Лондон – една от Канцлерските сгради. Вероятно е пътувал в чужбина до Франция с баща си, който е пребивавал при кралицата в изгнание Хенриета-Мария Бурбон-Френска, и навярно е гледал в Париж някои от най-ранните комедии на Молиер. Намекът в една от пиесите му предполага, че може би е познавал лично мемоариста Рожер дьо Рабютен, граф дьо Бюси.

### Кариера като драматург
Скоро след Реставрацията на Стюартите, през 1660 г. Етъридж пише комедията си „Комичното отмъщение или любов във вана“ (The Comical Revenge or Love in a Tub). Пиесата е поставена в Театър Lincoln’s Inn Fields през 1664 г. и се радва на мигновен успех, като няколко копия от нея са отпечатани същата година. Тя все още е базирана на по-ранната традиция: романтичен сюжет в героични куплети и blank verse (неримирано ямбично петостишие), и фарсов подсюжет. Части от пиесата са в римувани „героични стихове“ (на английски: heroic verse – римуваната ямбична линия или героичен куплет), подобно на скованите трагедии на Робърт Хауърд и Томас Килигрю. Произведението обаче има нов поглед към съвременните на автора маниери, особено в образа на стилния сър Фредерик Фролик, и съдържа особено силни и свежи комични сцени. Свадата между сър Фредерик и Вдовицата въвежда нов стил на остроумие, непознат досега на английската сцена.
Въпреки успеха Етъридж чака четири години, преди да повтори експеримента си. Междувременно той придобива висока репутация на поетичен красавец и започва да се движи в кръга на сър Чарлз Седли – 5-и баронет и английски драматург, лорд Рочестър – поет и драматург, и Чарлз Саквил (лорд Бъкхърст, бъдещ 6-и граф Дорсет). Темпераментът му най-добре се вижда от имената, които съвременниците му дават: „Кроткият Джордж“ („gentle George“) и „Спокойният Етъридж“ („easy Etheredge“).

През 1668 г. Етъридж публикува „Би го направила, ако можеше“ (She Wou'd if She Cou'd) – комедия на действието, остроумието и духа, макар и според някои да е несериозна и неморална. Това е първата комедия на маниерите, която постигна единство на тона, като отхвърля несъвместимия романтичен стих. В нея Етъридж за пръв път се изявява като нова сила в литературата. Той изобразява един въздушен и фантастичен свят, където флиртът е единствената сериозна работа в живота. Самият автор води не по-малко несериозен и безпринципен живот. Пиесата е провал поради лошата актьорска игра.
Между 1668 и 1671 г. Етъридж е в Константинопол като секретар на английския посланик сър Даниел Харви. След 8-годишно мълчание, през 1676 г. той публикува само още една своя пиеса: „Контето или Сър Фоплинг Флатър“ (The Man of Mode or, Sir Fopling Flutter), която се смята за най-добрата комедия на нравите, писана в Англия преди епохата на Уилям Конгрив. Действието се развива в Лондон на Реставрацията и проследява живота на главния герой – женкарят Доримант в опит да спечели младата наследница Хариет и да се отдалечи от връзката си с г-жа Ловит. Поставена на сцена и публикувана през 1676 г., пиесата се радва на голям успех, което може да се отдаде на мнението, че осмива или поне се отнася до известни лондонски съвременници на автора. Образът на сър Фоплинг Флатър е портрет на Бо Хюит – изисканият управител, Доримант е препратка към Граф Рочестър, а Медли е портрет на самия Етъридж (или също толкова правдоподобно – на неговия колега драматург сър Чарлз Седли).

### Живот отвъд театъра
В кралския двор Етъридж е част от Веселата банда (The Merry Gang, както я нарича Ендрю Марвъл). Тя процъфтява след 1665 г. в течение на около 15 години и освен Етъридж включва Джон Уилмът – 2-ри граф Рочестър, Хенри Джърмин – 1-ви граф Сейнт Албанс, Чарлз Саквил – 6-и граф Дорсет, Джон Шефилд – 1-ви херцог Бъкингам и Норманби, драматурзите Хенри Килигрю, Сър Чарлз Седли, Уилям Уичърли и Джордж Вилърс – 2-ри херцог Бъкингам. Етърдж и Уилмът имат по една дъщеря от неомъжената актриса Елизабет Бари – една ог големите актриси от епохата на Реставрацията.
След успеха си Етъридж се оттегля от литературата и няколко години по-късно губи голяма част от богатството си заради хазарт. Обявен е за рицар през 1680 г. и получава титлата „Сър“. През 1683 г. се жени за богата вдовица Мери Шепърд Арнолд.
През март 1685 г. е назначен за резидентен министър при Императорския германски двор в Регенсбург. След три години и половина престой там и след Славната революция Етъридж заминава за Париж, за да се присъедини към изганния Джеймс II.
Той умира в Париж, вероятно през 1691 г., тъй като английският историк Нарцис Лутрел отбелязва това като скорошно събитие през февруари 1692 г., идентифицирайки сър Джордж Етъридж като посланик на покойния крал Джеймс във Виена. Енциклопедия Британика посочва за дата на смъртта му около 10 май 1692 г.
Ръкописните депеши на Етъридж са запазени в Британския музей, където са открити и описани от Едмънд Госе през 1881 г. По-късните издания се дължат на Сибил Розенфелд (Sybil Rosenfeld, 1928) и Фредерик Брачър (Frederic Bracher, 1974).

### Наследство
Eтъридж заема високо място в английската литература като част от „Великата петорка“ на комедията от епохата на Реставрацията в ролята му на създател на Комедията на маниерите (на английски: comedy of manners) и на проправил пътя пред Уилям Конгрив и Ричард Шеридан. Изображенията му на дендита и красавци се считат за най-добрите от този вид. Той е известен със своите деликатни нотки в облеклото, мебелите и сцената, както и с яркото възпроизвеждане на изисканите маниери на лондонските дами и господа.
Неговата биография е написана за пръв път подробно от Едмънд Госе (Edmund Gosse) в „Изследвания на 17 век“ (Seventeenth Century Studies, 1883).
Той се появява като герой в „Развратникът“ (The Libertine) – игрален филм от 2004 г., базиран на едноименната пиеса от 1994 г. на Стивън Джефрис. В ролята му е британският артист Том Холандър.

## Издания
- The Comical Revenge or, Love in a Tub (1664)
- She Would if She Could (1668)
- The Man of Mode or, Sir Fopling Flutter (1676); The Man of Mode. Ed. John Barnard. London und New York, 1979 [1993].
- The Poems, James Thorpe (ed.), Princeton: Princeton University Press, 1963
- Letters, University of California Press, 1973
- The Plays of Sir George Etherege. Ed. Michael Cordner. Cambridge, London, New York 1982.
- The Poems of Sir George Etherege. Ed. J. Thorpe. Princeton 1963.
- The Letters of Sir George Etherege. Ed. Frederick Bracher. London, 1974.
- Arthur R Huseboe, Sir George Etherege, Boston: Twayne Publishers, 1987, биография